# فرودگاه راندال
 فرودگاه راندال (به انگلیسی: Randall Airport) یک فرودگاه همگانی بهره‌برداری هوایی است که یک باند فرود آسفالت دارد و طول باند آن ۸۵۷ متر است. این فرودگاه در کشور ایالات متحده آمریکا قرار دارد و در ارتفاع ۱۵۹ متری از سطح دریا واقع شده است.